# Tulipa persica
Tulipa persica là một loài thực vật có hoa trong họ Liliaceae. Loài này được (Lindl.) Sweet miêu tả khoa học đầu tiên năm 1830.